# El dimoni (pel·lícula)
El dimoni (鬼婆, Onibaba en el seu títol original en japonès, que significa La tieta del dimoni) és una pel·lícula de l'any 1964 dirigida per Kaneto Shindō i protagonitzada per Nobuko Otowa i Jitsuko Yoshimura, la qual fou emesa per TV3 per primera vegada el 22 de gener del 1988.

## Argument
En el Japó del segle XIV i immers en una guerra civil, dues dones sobreviuen matant soldats. Els assassinen, els roben, llencen els cadàvers a un pou i venen les armes al traficant Ushi (Taiji Tonoyama). Un antic veí i ara soldat desertor, Hatchi (Kei Satō), arriba a la cabana de les dones. Els comunica la mort dels seus respectius fill i marit. Hatchi roman en la cabana uns dies i sedueix la jove vídua. Ella no es resisteix i s'hi lliura nit rere nit. Dies després, arriba un samurai que amaga el seu rostre darrere una màscara de dimoni. La vella el mata. A partir de llavors seran assetjades per l'esperit del samurai: un autèntic diable.

## Context històric i artístic
El dimoni és una formidable i esotèrica història de guerra, misèria, barbàrie, desig sexual, repressió i venjança, realitzada per Kaneto Shindō, antic ajudant de Kenji Mizoguchi. La pel·lícula conté passatges tan estremidors com el de les dues dones abocant dins un pou els cossos dels samurais forasters, als quals han pres les armes i assassinat sense pietat. O el de la mare del difunt Hatchi, quan veu que la màscara amb la qual terroritza la seua nora, se li ha quedat adherida al rostre i li podreix la carn.
Esplèndidament fotografiada i molt ben narrada, el film és ple de seqüències, de violència brutal i subjugant erotisme. Els caràcters són realistes, a excepció feta de l'enigmàtica figura de l'esperit venjatiu, potser un dimoni. Encara que el seu àmbit és medievalista i en el rerefons s'hi allotgen elements onírics i fantàstics propis d'una mitologia mil·lenària, en la pel·lícula hi transiten alguns dels fantasmes de la postguerra, els anys en què el Japó va carregar amb el dolor pels morts, la humiliació de la derrota bel·licista i les conseqüències de la tragèdia nuclear. Però, curiosament, el guionista i director no assenyala un camí de resignació, humilitat o conformisme, sinó just el contrari. Les dues protagonistes no tenen res a veure amb les abnegades dones, ni amb les submises mullers, ni amb les servils geishes del cinema japonès de l'època: són coratjoses, autònomes, resolutives i violentes, matant soldats per a guanyar-se el pa. Sigui com sigui, aquesta és una de les pel·lícules més terribles i fascinants de tot el cinema japonès, realitzada per Shindō entre les també molt estimables Hadaka no shima (1960) i Kuroneko (1968).

## Frases cèlebres
| « | "Ja fa molt temps, a la capital, vaig sentir predicar un monjo. Deia que qui cometés pecat de luxúria, aniria a raure a l'infern de les bèsties. D'inferns n'hi ha tres: el de l'home, el del foc i el de les bèsties. En aquest darrer hi ha una terrible muntanya d'agulles i un llac de sang. El pitjor pecat és el de la luxúria. Qui el comet, conserva el cap de persona, però li surten quatre potes i cau a l'infern de les bèsties. I tant si dorms com si estàs despert, et cremen el cul. Ho va dir aquell monjo. No en tinguis cap dubte: l'infern existeix." (Un dels personatges del film) | » |

| « | Dona: "No sóc un dimoni! Sóc un ésser humà!" | » |

## Curiositats
- A Anglaterra i l'any 1965, la pel·lícula no va obtindre l'autorització pertinent per a la seua exhibició. Finalment, el 1968 fou aprovada però amb alguns talls i classificada com a "X".[4]
- La màscara de dimoni emprada en aquest film va inspirar William Friedkin per a dissenyar-ne una altra, molt semblant, per a la seua pel·lícula L'exorcista (1973).[4]